# 127 Johanna
Johanna /dʒoʊˈhænə/ (định danh hành tinh vi hình: 127 Johanna) là một tiểu hành tinh lớn ở vành đai chính. Bề mặt của nó rất tối và thành phần cấu tạo dường như bằng cacbonat nguyên thủy. Ngày 5 tháng 11 năm 1872, nhà thiên văn học người Pháp Paul Henry và Prosper Henry phát hiện tiểu hành tinh Johanna khi ông thực hiện quan sát tại Đài thiên văn Paris và người ta tin rằng nó được đặt theo tên nữ anh hùng Jeanne d'Arc.